# Сава Леонтович
Сава Олексійович Леонтович (1730-ті, Максимівка, Миргородський полк, Військо Запорозьке Городове — після 1778) — український медичний діяч Гетьманщини та Російської імперії. Випускник Страсбурзького університету. Один із піонерів українського акушерства, військовий медик, доктор медицини.

## Життєпис

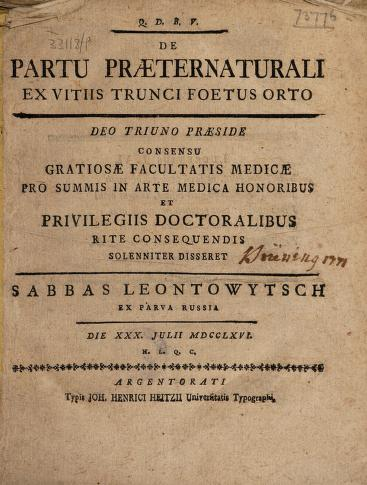
Титульна сторінка докторської дисертації Леонтовича

Народився у містечку Максимівка Городиської сотні Миргородського полку Війська Запорозького Городового у міщанській або козацькій родині. Ймовірно, був сином військового товариша Олексія Стефановича Леонтовича, внуком чернігівського полкового хорунжого Стефана Леонтовича.
Закінчив Києво-Могилянську академію, у 1758 році вступив до медичної школи при Петербурзькому адміралтейському шпиталі. У 1759 році здобув звання підлікаря, у 1761 році — лікаря. Разом з іншими українськими лікарями був відправлений до країн Європи для вдосконалення знань. Вступив до Страсбурзького університету, де, серед іншого, вивчав акушерство та гінекологію. У 1766 році захистив докторську дисертацію на тему «Про ненормальні (неприродні) пологи, що виникають унаслідок дефектів тулуба плоду» («De partu praeternaturali, ex vitiis trunci foetus orto»).
Після одержання ступеня доктора медицини у 1767 році повернувся до Російської імперії. Після складання іспитів у Медичній колегії, отримав право на медичну практику. У червні 1768 року призначений молодшим доктором у медичній школі при Петербурзькому адміралтейському шпиталі. На цій посаді довго не затримався, не знайшовши спільної мови з керівництвом закладу. Переїздить до Саратова, де отримує посаду лікаря при Управлінні колоністами Саратовської губернії. Був першим професійним медиком у Саратовській губернії.
У 1775 році одержує пропозицію зайняти посаду викладача Московської шпитальної школи. Відмовляється, посилаючись на погане здоров'я та втрату всіх своїх книг унаслідок пограбування козаками Пугачова. У 1778 році призначений дивізійним лікарем Нижегородської дивізії. Подальша доля невідома.